# Protosticta satoi
Protosticta satoi – gatunek ważki z rodziny Platystictidae.